# Dieffenthal
Dieffenthal je občina v departmaju Bas-Rhin francoske regije Alzacija.
Leta 1990 je v občini živelo 246 oseb oz. 163 oseb/km².